# Czas pomyka I
Czas pomyka I – singel zespołu Voo Voo promujący płytę Voo Voo z kobietami.

## Lista utworów i wykonawcy
| 1. | "Czas pomyka I"                      | 3:07  |
|    | - muzyka i słowa: Wojciech Waglewski |       |
|    |                                      | 03:07 |
|    |                                      |       |
Skład zespołu:
- Wojciech Waglewski
- Mateusz Pospieszalski
- Piotr "Stopa" Żyżelewicz - perkusja, instrumenty perkusyjne
- Karim Martusewicz

- Realizacja nagrań: Media Studio - Piotr "Dziki" Chancewicz
- Mastering: Q-Sound Jacek Gawłowski
- Manager: Mirosław Olszówka